# インド仏教復興運動
インド仏教復興運動（いんどぶっきょうふっこううんどう）は、近現代のインドにおいて主に支配的な宗教であるヒンドゥー教に対抗し、仏教を再興しようとする動きを指す。新仏教運動（しんぶっきょううんどう、英語: Dalit Buddhist movement, neo-Buddhist movement）、仏教復興運動、仏教再興運動ともいう。明確なアンベードカル主義者は、この運動をナヴァヤーナ（梵, 巴: Navayāna, 「新しい乗り物」の意）と呼ぶ。教義は上座部仏教をベースに大乗仏教や密教の教義を取り入れた折衷主義的なものである。
インド政府の宗教統計によれば、インドにおける仏教徒の割合は2001年には総人口の0.8%である。一方で、インド仏教徒の指導者で、現在インド仏教組織の頂点に立っている佐々井秀嶺らは、インドの仏教徒はすでに1億人を超えていると主張している。他に信徒の実数を2000万人とする推計もある。

## 「新仏教」との呼び名について
佐々井秀嶺は「新仏教」との呼び名は「アーンベードカル博士以前の仏教と私達を意図的に区別し“元不可触民”のレッテルを貼るもの」「ハリジャンにも等しい呼び方」「同じ人間同士に、新も旧もありません」として間違っていると主張し、仏教復興運動を称している。このように立場によって呼び名が変わる用語であるため、注意が必要である。

## 沿革
前近代のインドにおける仏教の推移については、

### アンベードカルの運動

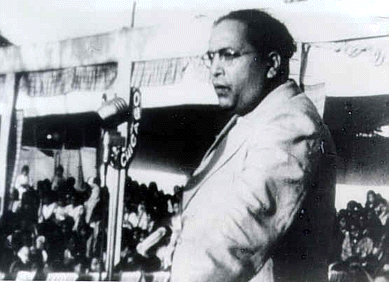
演説するアンベードカル（1935年）

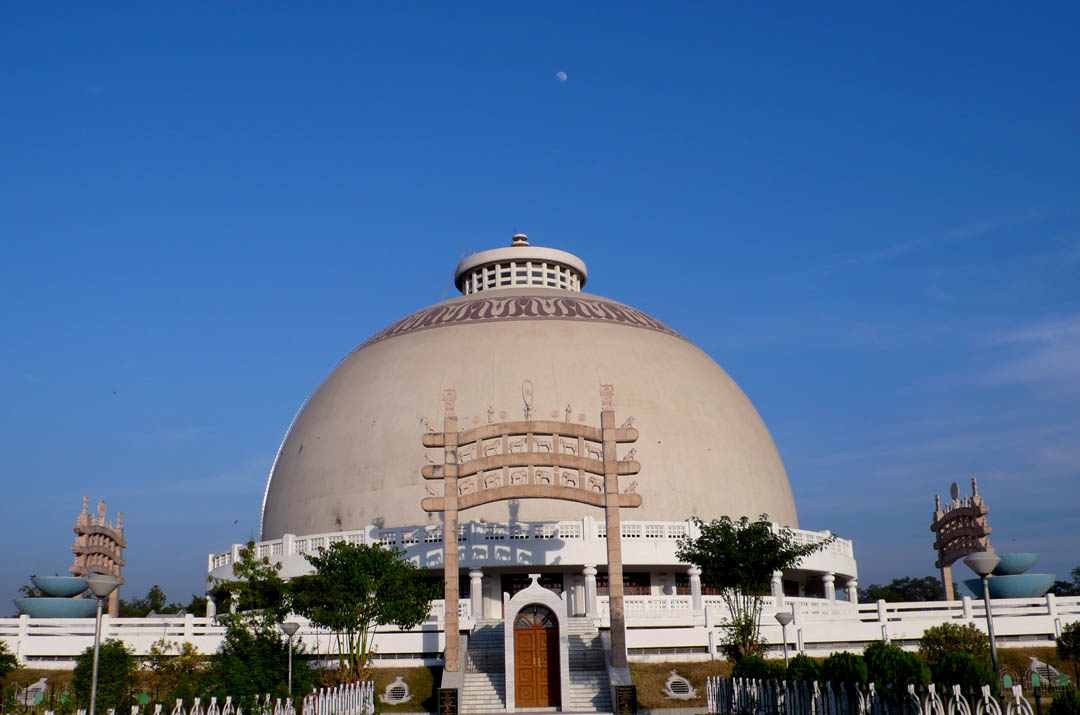
ナーグプルにあるディークシャーブーミのストゥーパ

19世紀からアナガーリカ・ダルマパーラら大菩提会（マハー・ボーディ・ソサエティ、1891年創設）によるスリランカからの仏教再移入の動きがあったが、特にインド独立後の1956年10月14日、カースト制度に苦しんでいたダリット（不可触民）の指導者、ビームラーオ・アンベードカル（初代インド法務大臣、インド憲法の起草者）が三帰依・五戒を受け、彼を先頭に約50万人のダリットが仏教に改宗したことで、仏教がインドにおいて一定の社会的勢力として復活した。アンベードカルが改宗したディークシャーブーミ（マハーラーシュトラ州ナーグプル）には現在、これを記念するストゥーパが建立されている。なお、アンベードカル自身は改宗のわずか2か月後に仏教に関する著書『ブッダとそのダンマ』を遺し急逝した。
ダリットを基盤として復活したインドの仏教はアンベードカル独自のパーリ仏典研究の結果として「ブッダは輪廻転生を否定した」とする仏教理解に立脚しており、カースト差別との関連から、仏教の基本教理とされる輪廻による因果応報を拒否する。これらに見られるような、脱宗教的な教義から、ダリットらの人権・解放運動、社会運動の一環と指摘される側面もある。

### 近年の状況

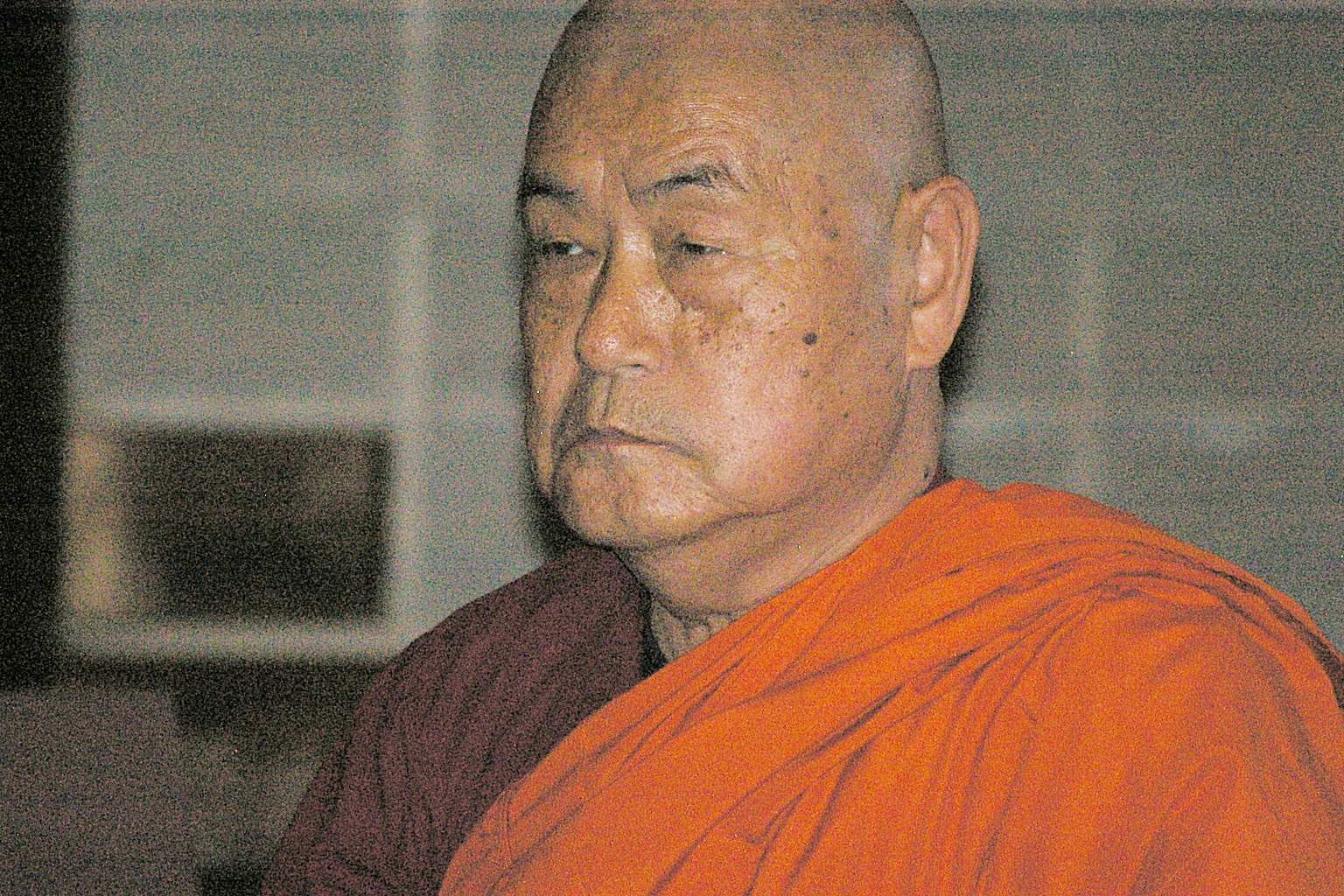
佐々井秀嶺（2009年、東京・護国寺）

この動きに対してブッダをヴィシュヌ神の化身と位置づけるヒンドゥー教徒やカースト制度の恩恵を受ける上位カースト層から偏見や反発が生じている。イスラーム教徒の弾圧でインドから仏教が消滅したため置き去りにされていた仏教の聖地や寺院の多くは、現在はヴィシュヌ神（の化身の一つとしての釈迦、ヒンドゥー教における釈迦も参照）を祭る場としてヒンドゥー教徒が管理している。これらの聖地の仏教徒への返還、なかでもビハール州ブッダガヤにある大菩提寺の返還も政治問題化している。またウッタル・プラデーシュ州に勢力を持つ大衆社会党（ダリットを基盤とする政党）にも影響力を有する。
上記のとおり、新仏教の担い手となっているのは主にカースト外の不可触民出身者であるが、カースト制度の後進性を批判する一部の進歩主義的な上位カースト出身者にも信徒を広げている。

## アンベードカルの22の誓い

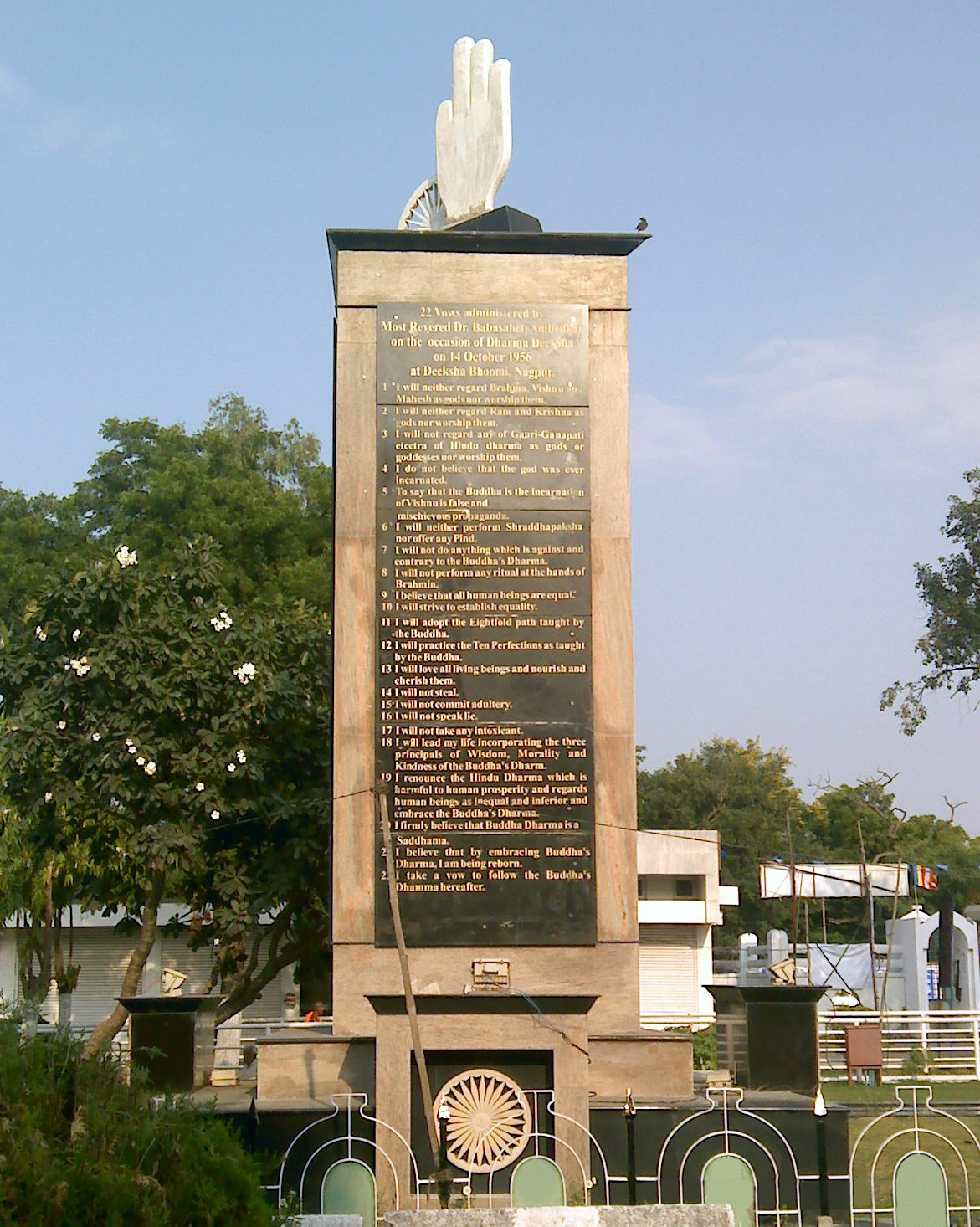
22の誓いを刻んだ石板（ナーグプル）

叙任式の後、アンベードカルはその支持者らに法の伝授（ダルマ・ディークシャー、Dharma-dhīkṣā）を行った。この式典には三帰依と五戒に続いて全ての新しい改宗者達に与えられた22の誓いが含まれた。1956年10月16日、チャンダ（チャンドラプル）において別の大規模な改宗式を執り行った。アンベードカルは以下の22の誓い（22のPratijñā [プラティギャー]）を支持者たちに規定した。
1. 私はブラフマー、ヴィシュヌ、シヴァを神とみなさず、それらを崇めない。
2. 私はラーマやクリシュナを神とみなさず、それらを崇めない。
3. 私はヒンドゥー教（で信じられている所）のガウリー、ガネーシャその他のいずれをも神、女神とはみなさず、それらを崇めない。
4. 私は神が化身として（この世界に）受肉するとは決して信じない。
5. ブッダをヴィシュヌの化身だと述べることは偽りであり、悪意あるプロパガンダである。
6. 私はシュラッダー（英語版）（ヒンドゥー教の先祖供養[7]）を行わない。ピンダ（供え物の団子[7]）を捧げることもしない。
7. 私はブッダの（教えた）ダルマに反し、矛盾するようないかなる行いをもしない。
8. 私はバラモンの（執り行うような）どんな儀式も実践しない。
9. 私は人の平等さを信じる。
10. 私は平等を確立するために励む。
11. 私はブッダの八正道を取り入れる。
12. 私はブッダが説いたように十波羅蜜を実践する。
13. 私は全ての生き物を慈しみ、かれらを養い、大事にする。
14. 私は盗みをしない。
15. 私は嘘をつかない。
16. 私は不倫をしない。
17. 私は（酒や麻薬のような）酩酊させるものを摂取しない。
18. 私はブッダの法である智慧と道徳と優しさという３つの原則と協調させて、日常生活を送る。
19. 私はヒンドゥー教を捨てる。それは人類の繁栄にとって有害であり、人を不平等と考え、（ある人々を他から）劣っていると看做すものである。そして私は仏教を受け入れる。
20. 私はブッダの法（ダルマ）こそが真のダルマ（Saddharma）であると固く信じる。
21. 私はブッダの法を受け入れることで、自分が生まれ変わったと信じる。
22. 私はこれより以後、ブッダの法に従うことを誓う。

今日では多くのアンベードカル系団体がこの22の誓いのために働いている。彼らはこれらの誓いのみが、現在の仏教の存続と急速な成長を招きうると信じている。「22誓約の実践と普及運動」としても知られる The umbrella organization はこの目的のために献身している。このアンベードカルの運動は、アルヴィンド・ソンタッケの発案であり、インド中の地帯と地域の団体を含む布教者（Pracāraka [プラチャーラク]）で構成されている。

## 特徴的な解釈
アメリカ合衆国出身でインドに帰化した社会学者、人権活動家であるゲイル・オムヴェットは、以下のように述べている。
オムヴェットによれば、アンベードカルとその仏教運動は仏教の中心的教義の多くを否定している。クリストファー・クイーンとサリー・キングが述べるところによれば『ブッダとそのダンマ』におけるアンベードカルの仏教には、宗教的な近代主義のすべての要素が見られ、同書は伝統的な戒律と実践を捨て去り、社会参画仏教がそうであるように、科学、積極的行動主義、社会的変革を導入している。
アンベードカルらは多くの点で、独自の仏教解釈を行っている。特筆すべきは、彼らが釈迦牟尼仏を単なる宗教的指導者ではなく、政治的かつ社会的改革者として強調することである。また、ブッダが僧団内でのカーストを無視するように命じたこと、そして当時の社会的不平等について批判していることにも言及している。アンベードカルによれば、個人の不幸な境遇は、カルマの結果、すなわち無知（ignorance）と執着（craving）のせいだけではなく、「社会的な搾取と物質的貧困」つまり他者による無慈悲な行為の結果でもある。
アンベードカルの復興運動による仏教徒のほとんどは、上座部仏教をベースに、大乗仏教や密教の影響を受けた折衷主義的な仏教を信奉している。桂紹隆はアンベードカルの『ブッダとそのダンマ』は『浄土論』を始めとする大乗仏教の影響を受けていると論じている。一方、佐々井秀嶺は真言宗智山派で得度はしているが日本の宗派仏教に批判的なこともあり、アンベードカルの仏教のことを大乗でも小乗でもなくそれらを超えた「極大乗」の教えであると規定している。